# Badke Quartet
Badke Quartet é um quarteto de cordas do Reino Unido.
O quarteto foi formado em 2002, e desde então tem ganhado inúmeros prêmios.
Atualmente, é composto pelos músicos: Lana Trotovšek (violino), Emma Parker (violino), Jon Thorne (contrabaixista) e Jonathan Byers (contrabaixista)

## Prêmios
- 2005 - Junior Fellowship Award[2]
- 2007 - Vencedores do 5th Melbourne International Chamber Music Competition[3]